# 安東張氏
安東張氏（안동장씨），是朝鲜民族一个以庆尚北道安东市为本贯的张姓氏族，在2015年人口调查中，人数为39939人。
安东张氏的始祖为后三国时代的豪族張貞弼，高丽太祖征伐后百济甄萱时，与金宣平，權幸共为三太师之一。張貞弼的先祖为中国人，新罗末期移居朝鲜。

## 关联条目
- 韩国外来归化姓氏